# Oxalis conorrhiza
Oxalis conorrhiza är en harsyreväxtart som först beskrevs av Feullée, och fick sitt nu gällande namn av Jacquin. Oxalis conorrhiza ingår i släktet oxalisar, och familjen harsyreväxter. Inga underarter finns listade i Catalogue of Life.